# Don't Bring Me Down (chanson des Pretty Things)
Pour les articles homonymes, voir Don't Bring Me Down.
Singles de The Pretty Things
Rosalyn
(mai 1964) Honey, I Need
(février 1965)
Don't Bring Me Down est une chanson du groupe de rhythm and blues britannique The Pretty Things. 
Écrite par Johnnie Dee, elle constitue la face A du deuxième single des Pretty Things, publié en octobre 1964 par Fontana Records. Malgré des paroles osées, ce single se classe en 10e position du hit-parade britannique, la meilleure performance de l'histoire du groupe.
Elle a notamment été reprise par le groupe américain The Montells (en) en 1965. Leur version rencontre un certain succès en Floride, mais pas au niveau national. Quelques années plus tard, en 1973, David Bowie la reprend à son tour sur son album Pin Ups, un hommage à la musique à la mode à Londres dans les années 1960. Bowie y reprend également le premier single des Pretty Things, sorti plus tôt la même année, Rosalyn.

## Musiciens
- Phil May : chant, maracas
- Dick Taylor : guitare solo
- Brian Pendleton : guitare rythmique
- John Stax : basse
- Viv Prince : batterie